# Giorgos Ioannidis
Georgios Ioannidis, más conocido como Giorgos Ioannidis (Serres, Macedonia Central, Grecia, 4 de mayo de 1988) es un futbolista de Grecia. Juega de centrocampista y su equipo actual es el OFI Creta de la Super Liga de Grecia.

## Clubes
| Club                      | País   | Temporadas    |
| ------------------------- | ------ | ------------- |
| Iraklis FC                | Grecia | 2006-2009     |
| Panathinaikos Fútbol Club | Grecia | 2010-2013     |
| OFI Creta                 | Grecia | 2014-presente |

- Datos: Q2630510